# Rainbow (코요태의 음반)
《Rainbow》는 대한민국의 3인조 혼성그룹 코요태의 정규 7집 앨범이다.
6집에서 객원 멤버로 활동한 빽가가 정규 멤버로 편입되어 활동한 첫 음반이다.

## 수록곡
| #            | 제목                                                    | 작사         | 작곡         | 편곡         | 재생 시간 |
| ------------ | ------------------------------------------------------- | ------------ | ------------ | ------------ | --------- |
| 1.           | 〈Lover〉                                               | 주영훈       | 주영훈       | 주영훈       | 3:39      |
| 2.           | 〈느리게 걷기〉                                         | 이용민       | 이용민       | 이용민       | 3:29      |
| 3.           | 〈하얀 동화〉                                           | 주영훈       | 주영훈       | 주영훈       | 4:06      |
| 4.           | 〈사랑해요…〉                                           | 이용민       | 이용민       | 이용민       | 4:25      |
| 5.           | 〈빙고(氷孤)〉                                          | 정진수       | 박성진       | 정진수       | 3:45      |
| 6.           | 〈Rush〉                                                | 정진수       | 정진수       | 정진수       | 3:43      |
| 7.           | 〈Hey Shy Boy〉                                         | 신지         | 이희성       | 이희성       | 3:31      |
| 8.           | 〈해피 바이러스〉                                       | 신지         | 김세진       | 김세진       | 3:57      |
| 9.           | 〈이탈〉                                                | 김태희       | 정진수       | 정진수       | 3:36      |
| 10.          | 〈바보〉                                                | 신지         | 전해성       | 전해성       | 3:53      |
| 11.          | 〈사랑은 커피향처럼〉                                   | 태무         | 전해성       | 전해성       | 3:39      |
| 12.          | 〈비밀〉                                                | 정진수       | 정진수       | 정진수       | 3:43      |
| 13.          | 〈연습〉                                                | 신지         | 전해성       | 전해성       | 4:23      |
| 14.          | 〈아자! 아자!〉 (2005 YM Ver.)                          | 신지, 이재경 | 이용민       | 이용민       | 4:24      |
| 15.          | 〈캐롤 메들리(루돌프 사슴코+Feliz Navidad+스키장에서)〉 |              |              |              | 5:45      |
| 총 재생 시간 | 총 재생 시간                                            | 총 재생 시간 | 총 재생 시간 | 총 재생 시간 | 56:38     |

## 미수록곡

### 〈울타리〉
작곡가 이용민에 의하여 가사만 공개되었으며, 실제 녹음이 이루어졌는지는 알 수 없다.

벌써 몇달이 지나가 버렸지

예전에는 너와 함께 거닐던 잔디

그대로 추억으로 돼버린 둔치

너 대신 내 친구와 여길 걸었지

눈치없이 잘 지내냐고 니안부를 묻고

나는 잘 지낸다고 웃으며 말하고

돌아서 나는 눈물을 짓고

다시 나는 너의 추억으로 빠지고
이곳에 오니깐 웃음이 나요

잃어버린 줄만 알았던

눈이 오는 밤이면 나

습관처럼 여기 오죠 왜
날 떠난건가요

그대가 떠난 뒤

이별이란 병을 나 알아버렸죠

그대라는 울타리가

너무나 높은 거란 걸

너무 늦게 알아버린거죠
너를 데려다주는 밤이 왜 그리도 설레였는지

너의 집 앞이 다가올수록 너를 보내기 싫어

발걸음을 멈추지

한발씩 한발씩 계단을 올라가지

조금씩 조금씩 난 내게 다가가지

너 들어가고 내려오는 계단이

너무 행복한 나의 놀이터였지
너에 목에 작은 목도리를 감아

또 하얀 귀마개로 너의 귀를 막아

한없이 예뻐서 널 바라보면서

사랑한다고 속삭이던 생각에 차마

떠날 수 없죠 난 갈 수 없죠

왜 모든 추억을 다 내게 주고 가버렸죠

잊으려해도 잊을 수는 없죠

여기 이곳에 내 발길이 올때마다
뒤에서 날 안고 내 볼을 부비며

사랑한다 속삭이던 생각이 나요

너무나도 나 추운데 그대는 어디있나요

추운 바람 속에 혼자두고
나라는 사람을 잊어버릴까 걱정이죠

우리 사랑했던 기억 잊지마요
그대라는 울타리가 너무나 높은 거란 걸

너무 늦게 알아버린거죠

그대 안에 갇혀있는거죠